# RideLondon Classique
RideLondon Classique ist ein britisches Straßenradrennen im Frauenradsport. Es wurde 2016 erstmals als Eintagesrennen ausgetragen, seit 2022 ist es ein Etappenrennen.
Der Wettbewerb wurde erstmals 2016 im Rahmen einer gemeinsamen Veranstaltung mit dem Männerrennen Prudential RideLondon-Surrey Classic als Eintagesrennen der UCI Women’s WorldTour ausgetragen. Es war mit einem Preisgeld von 100.000 Euro das höchstdotierte Eintagesrennen im Frauenradrennsport.
Bei der Austragung 2019 kam es rund 100 Meter vor dem Ziel zu einem Massensturz von sieben Fahrerinnen. Die Niederländerin Kirsten Wild überquerte als Erste die Ziellinie, wurde aber später zurückgesetzt, da sie diesen Sturz verursacht hatte.
In der Saison 2020 wurde das Rennen in die UCI ProSeries herabgestuft, fiel aber ebenso wie 2021 aufgrund der COVID-19-Pandemie aus. Anschließend wurde es als dreitägiges Etappenrennen in den Kalender der UCI Women’s WorldTour 2022 aufgenommen, wobei die beiden ersten Teilstücke in Essex stattfanden. Da das Rennen entgegen der Auflage der UCI nicht hinreichend live übertragen wurde, drohte die UCI mit einer Rückstufung in die ProSeries. Dank neuer Garantien für eine Live-Übertragung ab 2023 konnte der WorldTour-Status aber erhalten bleiben. 2025 wurde das Rennen zunächst ausgesetzt. In der Planung für die UCI Women’s WorldTour 2026 ist es nicht mehr enthalten.

## Palmarès
| Jahr | Sieger            | Zweiter        | Dritter            |          |
| ---- | ----------------- | -------------- | ------------------ | -------- |
| 2013 | Laura Trott       | Hannah Barnes  | Loren Rowney       |          |
| 2014 | Giorgia Bronzini  | Marianne Vos   | Lizzie Armitstead  |          |
| 2015 | Barbara Guarischi | Shelley Olds   | Annalisa Cucinotta |          |
| 2016 | Kirsten Wild      | Nina Kessler   | Leah Kirchmann     |          |
| 2017 | Coryn Rivera      | Lotta Lepistö  | Lisa Brennauer     |          |
| 2018 | Kirsten Wild      | Marianne Vos   | Elisa Balsamo      |          |
| 2019 | Lorena Wiebes     | Elisa Balsamo  | Coryn Rivera       |          |
| 2020 | abgesagt          | abgesagt       | abgesagt           | abgesagt |
| 2021 | abgesagt          | abgesagt       | abgesagt           | abgesagt |
| 2022 | Lorena Wiebes     | Elisa Balsamo  | Emma Norsgaard     |          |
| 2023 | Charlotte Kool    | Chloé Dygert   | Lizzie Deignan     |          |
| 2024 | Lorena Wiebes     | Charlotte Kool | Lotte Kopecky      |          |